# Tekst
Tekst bliver i daglig tale tit identificeret med det medie, de fremstår i, og som sådan er begrebet en meget flertydig størrelse.
En tekst er her f.eks. en bog, et brev eller en avis. Den kan også være en del af en større tekst, f.eks. en nærmere afgrænset del af bogen (i forskellige former for antologier og samlinger) et bestemt afsnit i brevet (eller f.eks. et bilag til brevet) eller en enkelt artikel i avisen.
Selvom det måske virker sådan, når man ser tekst på tryk, så er en tekst ikke nogen særlig endelig eller absolut størrelse. Den har så godt som altid været genstand for kraftig versionering inden den bliver til som trykt tekst, og den vil også ofte blive omredigeret igen ved senere fremstillinger. Et faktum der ikke mindst er blevet sat i relief af den teknologiske udvikling.
Med fremkomsten af hypertekst og digital tekst er den normative, pragmatiske dagligdags forståelse af tekstbegrebet kommet under pres, bl.a. fordi tekst her får afmonteret skinnet af at være en statisk størrelse. Den elektroniske tekst er netop først og fremmest kendetegnet ved at være evig foranderlig. Det stiller anderledes krav til både dem, der skriver tekster, og til de læsere som benytter dem.
Når man arbejder mere specifikt med tekster opdeles de traditionelt i genrer.

## Skriftsystem
Skriftsystem, betegner kombinationer af tegn kædet sammen til først ord og så sætninger.
I nord- og vest-Europa, Nord-Amerika og Syd-Amerika anvendes det latinske alfabet, ofte suppleret med varierende enkelttegn, såsom diftonger.
I Østeuropa og Rusland anvendes det kyrilliske alfabet.
Hertil kommer det græske alfabet.
I Orienten bruges arabisk skrift, men i Kina og Japan anvendes skriftsystemer af en helt anden natur; komplekse, eller æstetiske skrifttegn der hver især betegner et ord - deres 'alfabet' rummer derfor flere tusind af disse tegn-ord.